# Falsocythere
Falsocythere is een geslacht van kreeftachtigen uit de klasse van de Ostracoda (mosselkreeftjes).

## Soorten
- Falsocythere indica Khosla & Nagori, 1989 †
- Falsocythere maccagnoi (Ciampo, 1972) Ruggieri, 1972 †
- Falsocythere purii (Omatsola, 1972) Ruggieri, 1975
- Falsocythere simplex (Omatsola, 1972) Ruggieri, 1975
- Falsocythere terryi (Holden, 1967)